# Glycera polygona
Glycera polygona är en ringmaskart som beskrevs av Risso 1826. Glycera polygona ingår i släktet Glycera, och familjen Glyceridae. Inga underarter finns listade.